# Välisluureamet

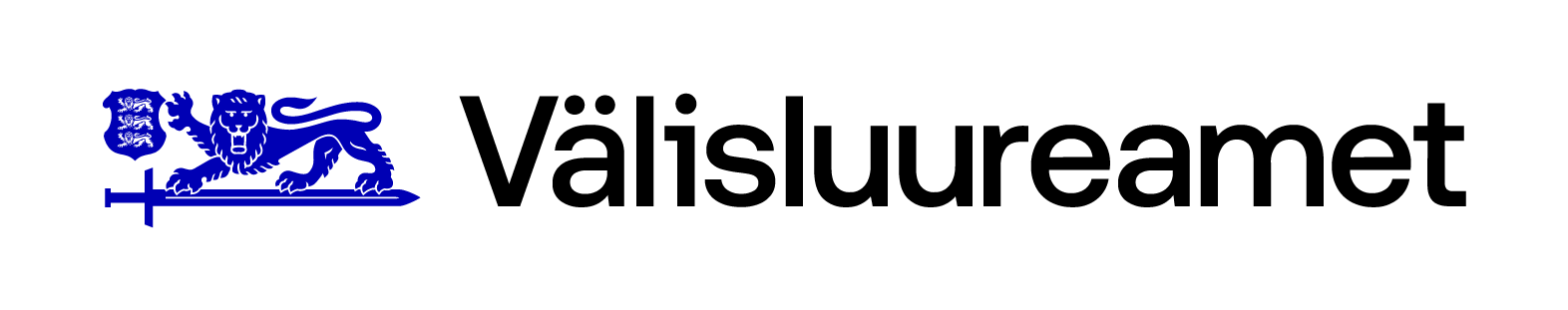
Logo

Das Välisluureamet ist der Auslandsnachrichtendienst der Republik Estland.

## Geschichte und Struktur
Die Behörde wurde nach Wiedererlangung der estnischen Unabhängigkeit 1992 gegründet. Bis März 2001 trug sie den Namen Eesti Vabariigi Teabeteenistus („Nachrichtendienst der Republik Estland“). Bis Juli 2017 trug sie den Namen Teabeamet („Informationsbehörde“)
Das Välisluureamet untersteht dem estnischen Verteidigungsministerium. Es hat seinen Sitz in der estnischen Hauptstadt Tallinn.
Der Nachrichtendienst arbeitet eng mit dem estnischen Verfassungsschutz (Kaitsepolitsei) zusammen.

## Generaldirektoren
- 1992–1999 Ants Frosch
- 1999–2011 Tarmo Türkson
- 2011–2015 Rainer Saks
- 2016–2022 Mikk Marran
- seit 2022 Kaupo Rosin